# Domingo Campodónico
Domingo Leonardo Campodónico Saluzzi (* 24. Mai 1944 in Iquique) ist ein ehemaliger chilenischer Fußballspieler und heutiger Politiker.

## Karriere
Die Karrierestationen von Domingo Campodónico sind nur sehr lückenhaft überliefert. 1973 spielte er in der Primera División bei Antofagasta Portuario und wechselte 1974 zu CD O’Higgins, wo er gemeinsam mit seinem Bruder Eddie Campodónico auflief. Weiterhin ist bekannt, dass er in der Saison 1979 bei Deportes Iquique als Stammtorwart bei der Meisterschaft der Segunda División agierte.

## Erfolge
Deportes Iquique
- Chilenischer Zweitligameister: 1979

## Sonstiges
Sein jüngerer Bruder Eddie Campodónico ist ebenfalls ehemaliger Profifußballspieler.
2016 wurde Domingo Campodónico in den Stadtrat von Iquique gewählt und 2021 sowie 2024 wiedergewählt.